# La'o Hamutuk
La'o Hamutuk (Tetum para "caminhar juntos"), ou Instituto Timor-Leste para Monitorização e Análise do Desenvolvimento, é uma organização não governamental (ONG) timorense. Está sediada na Avenida Dom Ricardo da Silva, Vila Verde, na capital nacional, Díli.
A organização é um coletivo progressivo de think tank que analisa e relata questões de desenvolvimento, direitos e processos, incluindo as ações de instituições internacionais e do governo de Timor-Leste. Seu trabalho é publicado em tétum e em inglês.

## História
A La'o Hamutuk foi fundada durante a administração da ONU em Timor-Leste em 2000 por ativistas e ativistas de direitos humanos locais e estrangeiros que fizeram campanha pela independência de Timor-Leste da Indonésia.  Desde então, tem seguido a política de Timor-Leste e monitorado as várias instituições do país. A La'o Hamutuk não aceita subsídios de doadores que possam ter um interesse significativo em Timor-Leste. Assim, por exemplo, não é financiada pelas Nações Unidas e suas organizações, o Banco Mundial, o Banco Asiático de Desenvolvimento, o Fundo Monetário Internacional, bem como os principais doadores de ajuda ao desenvolvimento em Timor-Leste, o governo de Timor-Leste ou partidos políticos, ou empresas que operam lá. Em vez disso, depende de fundações privadas, ONGs, governos de pequenos países e doações individuais. 

## Atividades
La'o Hamutuk analisa desenvolvimentos e processos políticos no governo timorense e organizações internacionais em Timor-Leste, e relata sobre eles. Ao fazê-lo, procura facilitar maiores níveis de participação efetiva dos timorenses na reconstrução e desenvolvimento do país. La'o Hamutuk trabalha para melhorar a comunicação entre instituições e organizações internacionais e os vários setores da sociedade timorense. Também serve como um centro de recursos. 
Os tópicos das publicações de La'o Hamutuk incluem a dependência de Timor-Leste das exportações de petróleo, a disputa entre Timor-Leste e a Austrália sobre a fronteira entre as duas nações, o orçamento nacional, a soberania alimentar e os direitos à terra, e a lei da comunicação social.  Muitas embaixadas estrangeiras em Díli confiam nas análises de La'o Hamutuk, que estão disponíveis gratuitamente. 
A organização também produz seu próprio programa de rádio de meia hora, na língua tétum. O programa, conhecido como Programa Rádio Igualdade , inclui entrevistas e comentários sobre tópicos atuais e também pode ser baixado do site da organização. 

## Funcionários
Em 2013 , a La'o Hamutuk tinha oito funcionários a tempo inteiro de Timor-Leste e dois do estrangeiro. A sua estrutura não é hierárquica, com dois coordenadores rotativos.  O pessoal local e internacional é empregado sob os mesmos termos e condições, e recebe os mesmos salários. 

## Recepção
De acordo com o analista Gordon Peake, La'o Hamutuk "... é amplamente respeitado, principalmente pela qualidade de suas informações, pesquisas, análises e comentários sobre questões socioeconômicas, e muitas vezes é a única organização que fornece comentários escritos sobre questões importantes, como o Fundo Petrolífero (FP) e o orçamento do estado." 